# Panu
 (novembre 2010).
Si vous disposez d'ouvrages ou d'articles de référence ou si vous connaissez des sites web de qualité traitant du thème abordé ici, merci de compléter l'article en donnant les références utiles à sa vérifiabilité et en les liant à la section « Notes et références ».
Panu (ou Panu-Ipanga) est un centre urbain kino-congolais, dans le territoire d’Idiofa, district de Kwilu au Bandundu. Il compte près de 100 000 habitants, l'extension Est de Panu-sumbu y compris. 

## Géographie
La cité se situe le long de la rivière Kasaï (sur lequel elle a un port).

## Histoire
La commune urbaine de Panu-cité comptait déjà plus de 50 000 habitants en 1987, alors que l’ex-Bureau auxiliaire de Panu sous la juridiction de la collectivité secteur de Mateko devait passer à son statut actuel de Cité. Grâce à une expansion toujours croissante, La cité de Panu comprend actuellement près de 300 000 habitants dont la moyenne d'âge varie entre 20 et 40 ans.

Panu est une commune dans les terres de Ngoli. Actuellement, les Ngoli du territoire d'Idiofa sont assimilés souvent aux Ding, de même que les Lwer (Lori) qui sont eux aussi très proches des Ding et les Banzadi vivant dans les ilots de la rivière Kasai.
Le territoire d'Idiofa est dominé par deux grandes communautés : Mbuun et Ding. Les Lwer (Lori), Nzadi et Ngoli sont considérés comme des minorités. 
Depuis des années, plusieurs groupes ethniques cohabitent dans cette importante agglomération. Outre les Ngoli (les Bangoli), les Ding (les Badinga), les Lwer (les Balori), les Bamputu, les Basakata et les Yans (les Bayansi) dans toutes leurs diversités, Panu accueille entre autres les Mbala (les Bambala), les Mbun, Pende, Nkundu, Basongo, Wongo sans oublier les Luba (Kasaï), Tetela (Kasaï), les Bangala, les Kinois, les Swahili etc. Tout ce monde vit depuis des années dans une cohabitation pacifique au point où beaucoup de mariages interethniques ont été conclus.
Il s’agit de l’une des grandes communes du territoire d’Idiofa qui n’en compte que quatre (avec Idiofa, Mangay et Dibaya-Lubwe) ; deux ont été bâties par les Ngolis (les Bangoli), les Dings et les Lwer principalement : le centre urbain de Mangai et Panu-cité.
Depuis les années 1990, le centre urbain de Panu-cité connait une forte expansion pour assimiler en un tout d’ici peu de temps certaines extensions dont les plus importants restent la sous-paroisse catholique de Panu-Sumbu, située à environ 4,5 kilomètres à l’est des bureaux administratifs de Panu-cité de l’autre côté de la rivière Ndzu, et la paroisse kibanguiste de Panu-Muzulu, située à environ 7 kilomètres au sud des bureaux administratifs de Panu-cité sur la route vers la Mission catholique de Mokala. La commune de Panu s’étend à plus de 3 kilomètres vers l’ouest à partir du centre, de l’autre côté des rivières « Kafé » et Kafé ya simu ».

## Économie
Les habitants vivent principalement de l’agriculture, de la pêche et de l’élevage, tandis que les expatriés (chinois principalement) et certains fils du terroir se lancent dans le commerce. Vers les années 1990, avec la rupture de plus en plus du trafic fluvial des bateaux Onatra, la construction de baleinières par les autochtones s’est avérée une activité très prometteuse pour l’acheminement des produits agricoles et l’approvisionnement de la ville de Kinshasa en denrées alimentaires. Le centre urbain de Panu-cité a joué un double rôle en tant qu’important port fluvial pour les bateaux privés d’un côté, et qu’important centre pour les armateurs des baleinières.

## Géologie et ressources naturelles
D’après les résultats des investigations géologiques actuellement menées par le laboratoire Congo Resources Mapping Lab du géologue Arseine Lebane M. (Lubumbashi) et Daddy Asuni Izia (Kinshasa), le sous-sol du centre urbain de Panu-cité regorge d'une importante ressource minérale en kaolin sédimentaire. Les résultats signalent en outre des niveaux conglomératiques diamantifères d’état indéterminé dans les environs immédiat du centre urbain de Panu-cité. Certains vestiges de l’industrie artisanale antique du fer et du cuivre dans la région permettent actuellement au laboratoire Géoinformatique de Lubumbashi (CRM Mapping Lab), de remonter aux concentrations économiques de ces ressources minières encore en place dans la région, révisant ainsi la prospectivité de la région de Bandundu en métaux de base.